# Adair County (Missouri)

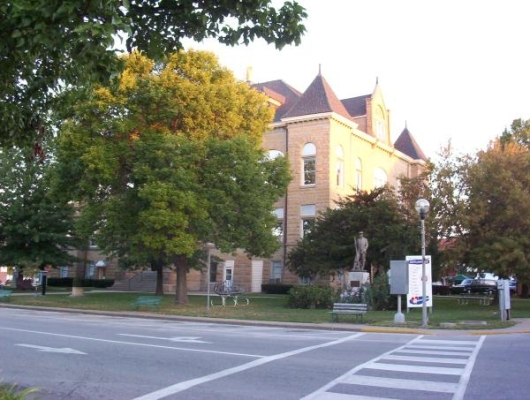
Adair County Courthouse

Adair County is een county in de Amerikaanse staat Missouri.
De county heeft een landoppervlakte van 1469 km² en telt 24.977 inwoners (volkstelling 2000). De hoofdplaats is Kirksville.